# Jack O'Connell (football)
Jack William O'Connell , né le 29 mars 1994 à Liverpool, est un footballeur anglais qui évolue au poste de défenseur.

## Biographie

### Carrière en club
Le 8 juillet 2016, il rejoint le club de Sheffield United.

## Palmarès

### En club
- Sheffield United
  - Champion d'Angleterre de Champion d'Angleterre de D3 en 2017.
  - Vice-champion d'Angleterre de D2 en 2019.